# Grüne Tanne

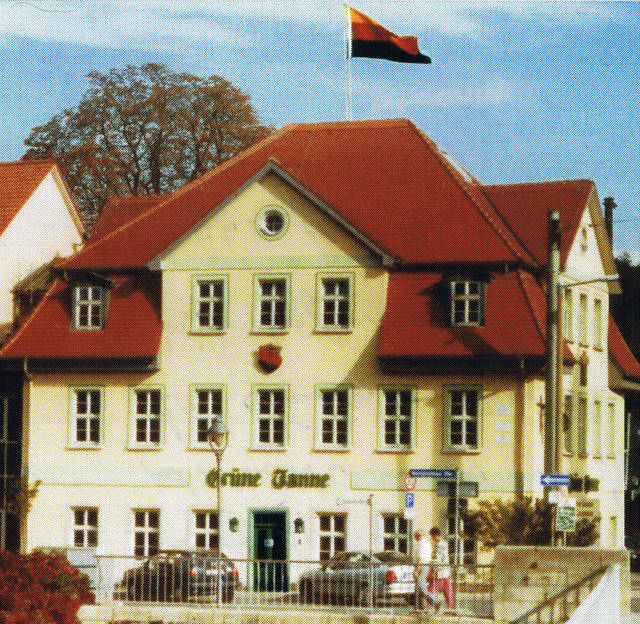
Die Grüne Tanne mit der Fahne der Burschenschaft

Die Grüne Tanne ist ein historisches Gasthaus an der Camsdorfer Brücke in Jena.

## Geschichte

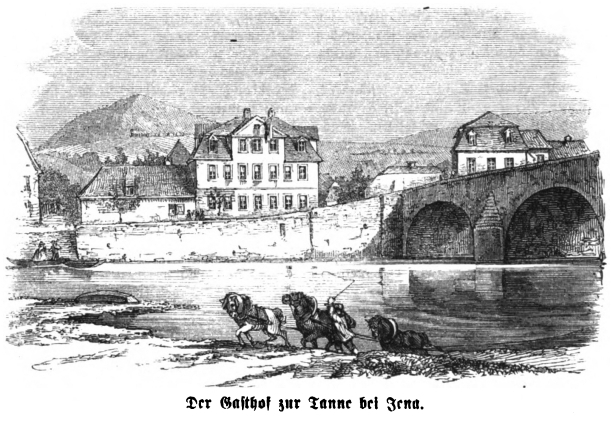
„Der Gasthof zur Tanne bei Jena“ (1865)

Das Alter des Gebäudes lässt sich aufgrund häufiger Umbauten nicht genau bestimmen, die Kellergewölbe lassen jedoch auf ein Entstehen im Zeitalter der Gotik (12. bis 14. Jahrhundert) schließen. Den Namen „Grüne Tanne“ trägt das Gasthaus, das seinerzeit zum Gut Camsdorf gehörte, seit 1751. Das Gasthaus war seit jeher ein beliebtes Ausflugsziel der Jenaer Studenten, da es bis 1909 noch außerhalb der Stadtgrenzen lag und somit der universitären Gerichtsbarkeit entzogen war. 1815 wurde hier die Urburschenschaft gegründet. 
Das Gut Camsdorf war ein Freigut in Untercamsdorf, das der Kauf- und Handelsherr aus Jena Carl Friedrich Heydenreich (1773 – 1839) im Jahre 1795 gekauft hatte und mit einer größeren Schafherde zur eigenen Wollverwertung betrieb. Er ließ die Wohn- und Wirtschaftsgebäude teilweise erneuern und hatte noch eine Branntweinbrennerei und Essigproduktion. Aus gesundheitlichen Gründen wurden Gebäude und Felder zunächst verpachtet und 1843 zur Versteigerung angeboten. 
Während seines Aufenthaltes in Jena von 1817 bis 1818 quartierte sich Johann Wolfgang von Goethe im obersten Stockwerk der Grünen Tanne ein. Der lokalen Überlieferung nach verfasste Goethe hier auch seinen Erlkönig. Belegt ist dies jedoch nicht, vermutlich entstand das Stück bereits vor seinem ersten Aufenthalt in der Grünen Tanne.
Im frühen 20. Jahrhundert war das Haus Vereinsstätte der Gewerkschaften und Sozialdemokraten. Seit der Eingemeindung von Camsdorf im Jahr 1909 gehört die Grüne Tanne zum Stadtgebiet von Jena. In der Zeit der DDR verfiel das Gebäude. 1993 wurde die Grüne Tanne saniert und dient seitdem als Korporationshaus der Burschenschaft Arminia auf dem Burgkeller. Seit 1998 wird es wieder als Gasthaus genutzt, wobei nur die untere Etage öffentlich zugänglich ist.